# Yang Fan (futbolista nacido en 1996)
Yang Fan (en chino tradicional: 楊帆; en chino simplificado: 杨帆; pinyin: Yáng Fān; Xuzhou, Jiangsu, 28 de marzo de 1996) es un futbolista chino que juega en la demarcación de defensa para el Beijing Guoan de la Superliga de China.

## Selección nacional
Hizo su debut con la selección absoluta de China el 30 de agosto de 2019 contra Birmania en un partido amistoso que finalizó con un resultado de 4-1 a favor del combinado chino tras los goles de Yang Xu, Feng Jin y un doblete de Wu Xi para China, y de Hlaing Bo Bo para Birmania.

## Clubes
| Club                          | País  | Año       | Partidos | Goles |
| ----------------------------- | ----- | --------- | -------- | ----- |
| Yancheng Luzhiying FC         | China | 2016-2018 | 36       | 0     |
| Tianjin Jinmen Tiger          | China | 2018-2019 | 53       | 0     |
| Beijing Guoan                 | China | 2020-2021 | 26       | 0     |
| Tianjin Jinmen Tiger (cedido) | China | 2022-2023 | 46       | 0     |
| Beijing Guoan                 | China | 2024-     |          |       |